# Embaixada do Brasil em Teerã
A Embaixada do Brasil em Teerã é a missão diplomática brasileira da Irã. A missão diplomática se encontra no endereço, Yekta Street n. 26 (Corner of Bahar Street), Zafaranieh, Vali-e-Asr, Teerã, Irã.